# Särstjärnen
Särstjärnen är en sjö i Kalix kommun i Norrbotten och ingår i Töreälvens huvudavrinningsområde. Sjön är 4,1 meter djup, har en yta på 0,0519 kvadratkilometer och befinner sig 31,2 meter över havet.

## Delavrinningsområde
Särstjärnen ingår i det delavrinningsområde (733482-181017) som SMHI kallar för Inloppet i 733320-181057. Medelhöjden är 53 meter över havet och ytan är 73,02 kvadratkilometer. Räknas de 18 avrinningsområdena uppströms in blir den ackumulerade arean 432,61 kvadratkilometer. Avrinningsområdets utflöde Töreälven (Tallån) mynnar i havet. Avrinningsområdet består mestadels av skog (79 procent). Avrinningsområdet har 0,32 kvadratkilometer vattenytor vilket ger det en sjöprocent på 0,4 procent.